# NGC 280
NGC 280 (другие обозначения — UGC 534, MCG 4-3-13, ZWG 480.17, IRAS00498+2404, PGC 3076) — спиральная галактика (возможно, с перемычкой) в созвездии Андромеда.
Этот объект входит в число перечисленных в оригинальной редакции «Нового общего каталога».
Асимметричная галактика с эксцентричной областью ядра. В северной части один длинный рукав, в южной один диффузный короткий рукав; к юго-западу находится небольшая галактика-компаньон.